# Bredasalat

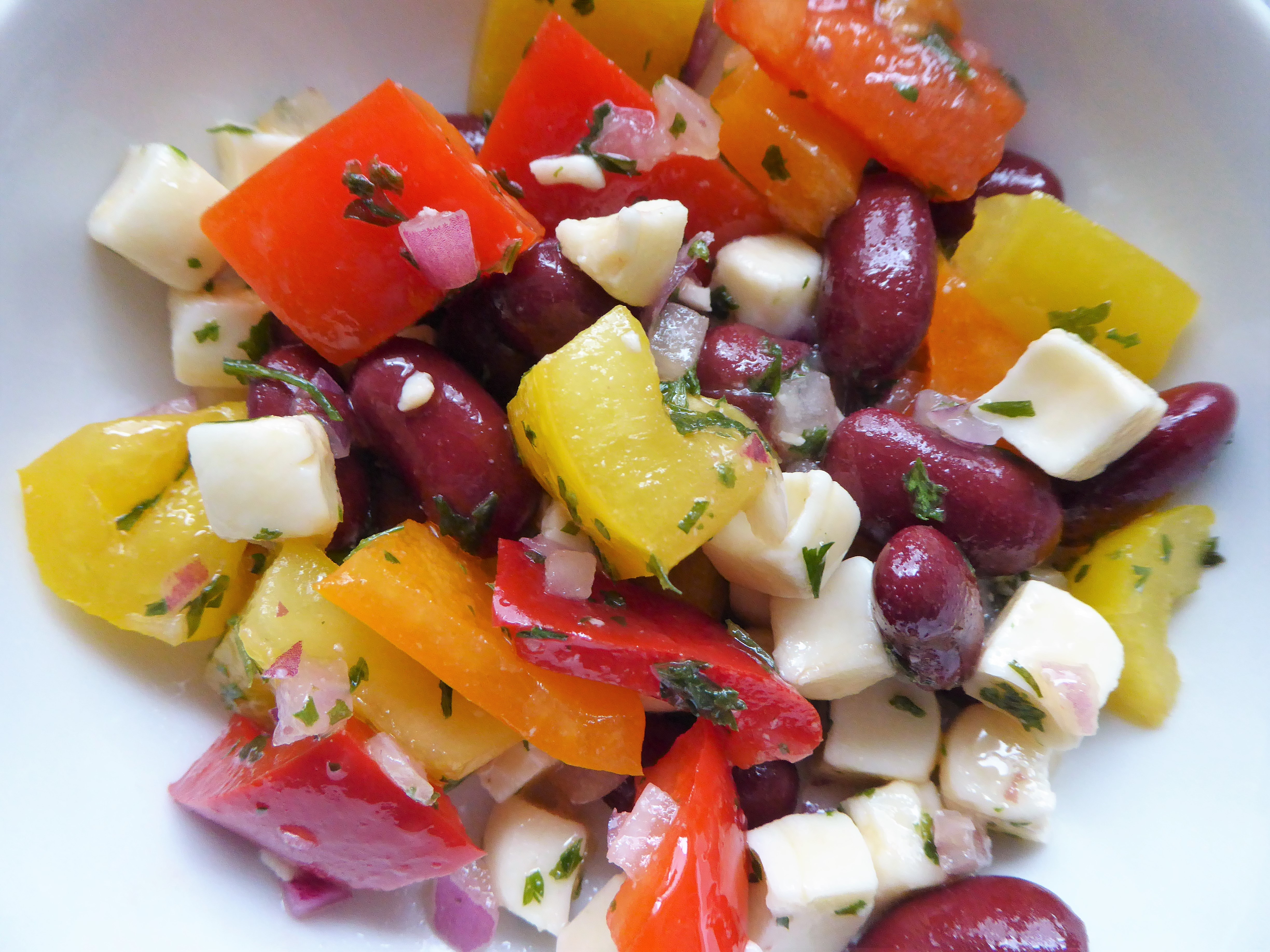
Bredasalat

Bredasalat ist ein gemischter Salat und ein Gericht der Kalten Küche. Zur Herstellung verwendet man Gouda-Käse, Kidneybohnen, Gemüsepaprika und rote Zwiebeln.  Typische Gewürze sind Salz, Pfeffer, Essig, Pflanzenöl und Petersilie.

## Zubereitung
Klein geschnittene Gouda-Würfel werden mit roten Kidneybohnen aus der Dose vermengt. Dazu kommen klein geschnittene Paprikaschoten und klein gehackte rote Zwiebeln. Gewürzt wird mit Salz, Pfeffer, Petersilie, Pflanzenöl und ggf. Essig. Nach dem Mischen soll der Salat mehrere Stunden ruhen und durchziehen.
100 g Bredasalat haben ca. 800 kJ (191 kcal).

## Namensherkunft
Die Herkunft des Namens Bredasalat ist nicht sicher bekannt. Vermutlich ist die niederländische Stadt Breda der Namensgeber.